# منتخب الإمارات العربية المتحدة لكرة قدم الصالات
منتخب الإمارات العربية المتحدة لكرة قدم الصالات هو ممثل الإمارات العربية المتحدة الرسمي في المنافسات الدولية في كرة الصالات
.